# Die Erde (Band)

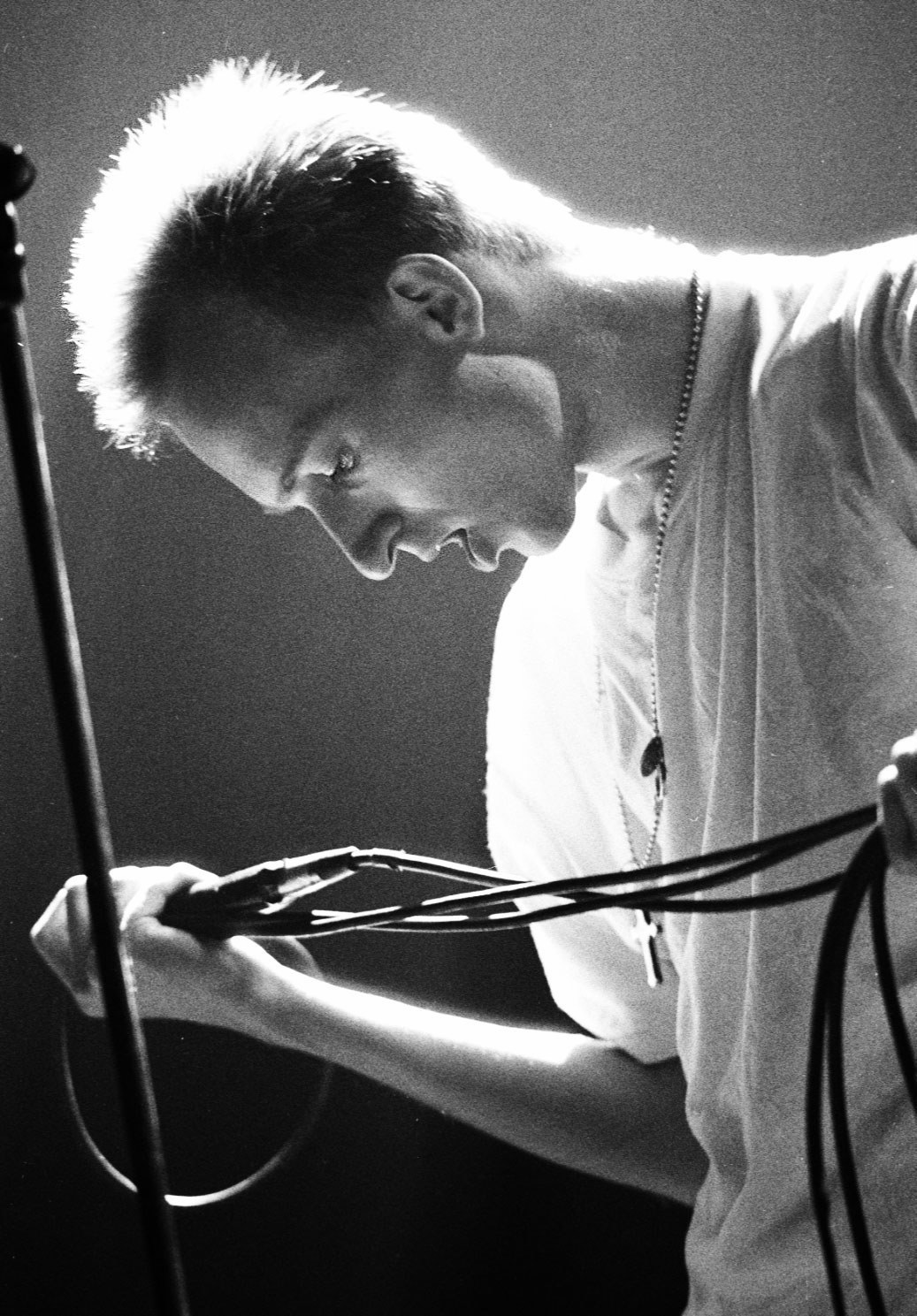
Tobias Gruben bei einem Auftritt von Die Erde in der Hamburger Markthalle (1989)

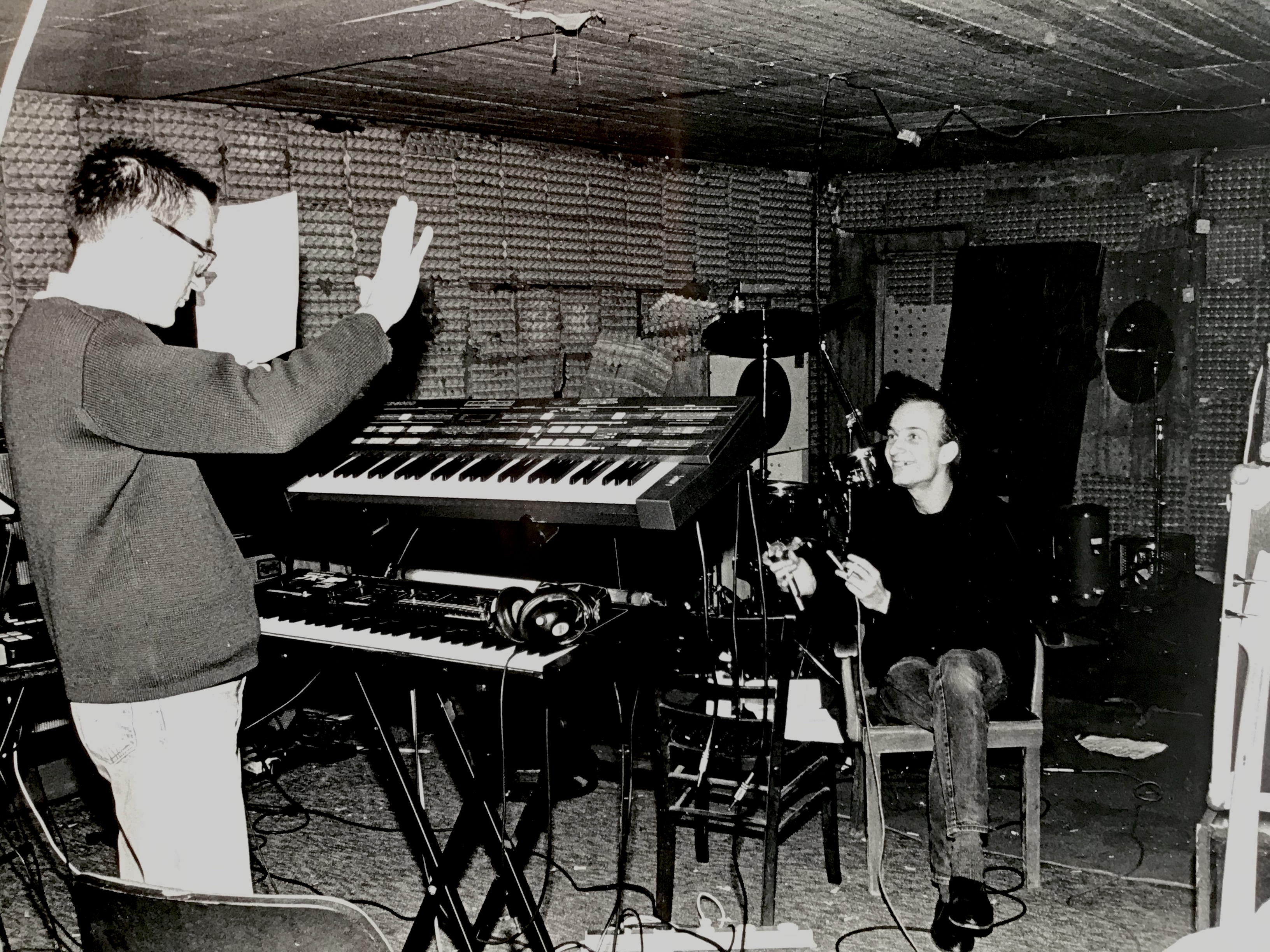
Gruben und Petersen 1987 im Proberaum Bunker Humboldtstr., HH.

Die Erde war eine deutsche Independent-Band, die 1987 von Tobias Gruben (Gesang) und Horst Petersen (Bass, Sampler) gegründet wurde. Die Band gehört zu den frühen Vertretern der sogenannten Hamburger Schule. Wegen ihrer von Punk, Wave und Industrial beeinflussten Musik und der lyrischen deutschen Texte wird Die Erde auch zu den Vorläufern der sogenannten Neuen Deutschen Todeskunst gezählt. Die Erde inspirierte spätere deutsche Bands wie Messer oder Isolation Berlin.

## Geschichte
Nach der Auflösung der Hamburger Dark-Wave-Band Cyan Revue gründete deren Sänger Tobias Gruben 1987 zusammen mit Horst Petersen (vormals Blue Kremlin, später Mastino) Die Erde, deren Musik zwischen Rock, Noise und Industrial changiert. Gruben schrieb die Texte, für Komposition und Arrangement zeichnete hauptsächlich Petersen verantwortlich.
Nach ersten Auftritten in unterschiedlichen Besetzungen (z. T. mit Michael Behrendt von Cyan Revue und einem 4-Spurtonband als Drumersatz) stießen Tobias Levin (u. a. Cpt. Kirk &.) als Gitarrist und Johann Popp (Tempelfreuden) als Schlagzeuger dazu. Mit ihnen zusammen entstanden die dann folgenden Veröffentlichungen.
Die Debütsingle Party erschien 1989 auf dem Hamburger Independent-Label What’s So Funny About, einem Schwester-Label von Alfred Hilsbergs Zickzack Records. Die Kritiker der Spex wählten die Single auf den 50. Platz ihrer Jahres-Charts für 1989.
1989 erschien das von FM Einheit (Einstürzende Neubauten) produzierte erste Studioalbum Kch Kch Kch ebenfalls bei What’s So Funny About.
Im Herbst 1989 eröffnete Die Erde den Großteil der deutschen Konzerte der Einstürzenden Neubauten auf ihrer „Haus der Lüge“-Tour.
Levin verließ 1990 die Band. Markus Lipka, mit dem Petersen schon bei Blue Kremlin zusammengespielt hatte und der parallel Eisenvater gründete, wurde neuer Gitarrist. Kurz vor der endgültigen Auflösung der Band nahm Stephan Mahler, vormals Slime, am Schlagzeug Platz.
In dieser Besetzung spielte die Band ihre zweite Single Leben den Lebenden ein, die 1999 auf der CD-Anthologie Pop 2000 zur gleichnamigen Fernsehserie über 50 Jahre deutsche Popmusik erneut veröffentlicht wurde.
Im Oktober 1990 trat Die Erde zusammen mit Die Haut, Remo Park & The Chasm und AG Geige im Rahmen der Musikmesse BID (Berlin Independence Days) im Berliner Loft auf. Kurze Zeit später löste sich die Band auf. Eine Aufzeichnung dieses letzten Konzerts erschien posthum als Live-Album bei What’s So Funny About.

### Die Erde II
Tobias Gruben widmete sich danach anderen Projekten (u. a. Heroina) und veröffentlichte neues Material auch als Sol und dann als Die Erde II. Nach seinem Tod 1996 erschien 1997 die Anthologie-CD Tobias Gruben / Die Erde mit Liedern aus den verschiedenen Schaffensperioden Grubens. 1998 brachten Grubens Geschwister die CD Die restliche Erde heraus, die neben bekanntem Material auch einige bisher unveröffentlichte Lieder der Band enthält.

## Dokumentarfilm
Im April 2020 wurde Oliver Schwabes Dokumentarfilm Die Liebe frisst das Leben – Tobias Gruben, seine Lieder und die Erde veröffentlicht, der 2019 auf dem Filmfest Hamburg Premiere hatte. Der parallel veröffentlichte Soundtrack enthält Lieder von Die Erde und Grubens anderen Projekten sowie Coverversionen zeitgenössischer Künstler.

## Rezeption
„Die Erde ist eigensinnig. Mit schwerer, schleppender Rhythmik balanciert sie durch [das] Universum. Unbeirrbar. Licht werfend auf viele andere, kleine Sterne. Kosmische Wahrheiten verkündend.“ – Ronald Galenza
„Im Zusammenschluss von Grubens Lyrik mit dem musikalischen Schwergut von Die Erde entstand reiner Liedermacher-Metal.“ – Conny Lösch

## Diskografie

### Alben
- 1989: Kch Kch Kch (LP, CD, What’s So Funny About)
- 1991: Live.Berlin/Loft (LP, CD, What’s So Funny About)

### Singles
- 1989: Party (12", What’s So Funny About)
- 1990: Leben den Lebenden (12", What’s So Funny About)